# Фомин, Евгений Александрович

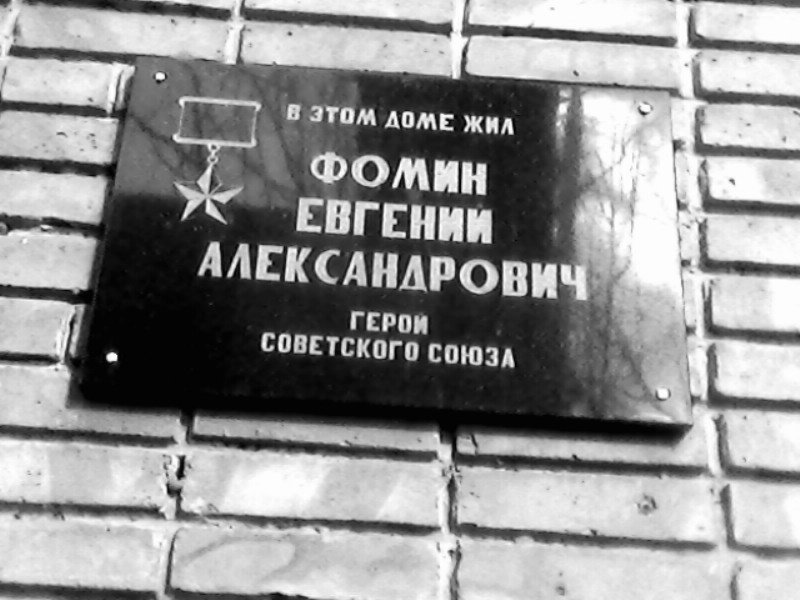

Евгений Александрович Фомин (28 марта 1915 — 19 октября 1997) — участник Великой Отечественной войны, командир эскадрильи (166-го гвардейского штурмового авиационного полка 10-я гвардейская штурмовая авиационная дивизия, 2-я воздушная армия, 1-й Украинский фронт), гвардии капитан. Герой Советского Союза. Член КПСС с 1943 года. После демобилизации в звании полковника.

## Биография
Родился 28 марта 1915 года в Харькове (Российская империя) в семье рабочего. Украинец. Родители погибли в Гражданскую войну. Отец, Александр Филиппович, бывший помощник машиниста депо Харьков был убит в бою с белыми на бронепоезде на станции Камышеваха. Мать, Мария Карповна, умерла через год. На воспитание Евгения взял друг отца, рабочий того же депо — Григорий Александрович Гринько.
Евгений Александрович окончил Севастопольский строительный техникум. Работал на заводе в Сталинграде. В Красной Армии с 1935 года. В 1938 году окончил Сталинградское военное авиационное училище лётчиков. Перед войной служил в различных гарнизонах, в том числе на Дальнем Востоке, а затем — в Мелитополе.
На фронтах Великой Отечественной войны с июля 1941 года. Принял боевое крещение на московском направлении в составе 646-го полка лёгкой бомбардировочной авиации, базировавшегося под Тулой. В трудную осень 1941 года он, обороняя Москву, по нескольку раз в день поднимал в воздух свою машину, бомбил живую силу противника, вёл разведку, громил технику врага. В одной из воздушных схваток в те дни он был ранен, но быстро возвратился в строй.
Фомин начинал в качестве ночного бомбардировщика в составе 646-го лёгкого бомбардировочного авиационного полка, однако вскоре был переведён в штурмовую авиацию. С тех пор Ил-2, на который он пересел весной 1942 года, стал любимой машиной его военной биографии. За короткий промежуток времени Фомин качественно освоил материальную часть и технику пилотирования штурмовиком Ил-2 и стал направляться на самостоятельное выполнение боевых заданий. В апреле 1942 года Е. А. Фомин был переведён для дальнейшего прохождения службы в 241-й штурмовой авиационный полк (с февраля 1944 года — 166-й гвардейский штурмовой авиационный полк).
Фомин неоднократно успешно действовал в трудных боевых условиях. Так, в июне 1942 года, действуя в группе из четырёх Ил-2, при штурмовке станции Ворошило-Моховая Орловской области, встретив сильный заградительный огонь зениток противника и отпор со стороны немецкой истребительной авиации, сумел в тяжёлых условиях выполнить задание и поразить цель. Уже с первых боевых вылетов Евгений Фомин продемонстрировал выносливость, отвагу, умение отлично выполнять боевые задачи в трудных боевых условиях. В июле 1942 года Евгений Александрович сумел очередью из пушек на перехвате сбить «Ме-109». В целом, к августу 1942 года на счету на тот момент младшего лейтенанта Фомина было 33 боевых вылета с целью штурмовки вражеских войск. Благодаря умелым действиям в качестве лётчика-штурмовика Фомин лично уничтожил 33 автомашины, 4 танка, 189 солдат и офицеров противника, 6 домов с огневыми точками противника, 11 повозок с боеприпасами и продовольствием, 4 зенитные артиллерийские точки и 1 зенитную пушку. За достигнутые боевые успехи советский лётчик был награждён Орденом Красного Знамени.
В сентябре 1942 года в группе из шести Ил-2 при налёте на станцию Латная (неподалёку от Воронежа) уничтожил эшелон со вражескими войсками и техникой и взорвал два склада с боеприпасами. Фомин был тяжело ранен 5-го сентября во время штурмовки аэродромов Долгое-Землянск, на выходе из пикировки был взят в клещи тремя истребителями противниками (тогда штурмовики ещё летали на задания в одиночку). Однако, несмотря на тяжёлое осколочное ранение в руку и сильное повреждение самолёта советский пилот сумел оторваться от преследования и, превознемогая боль и беспамятство сумел привести свой Ил-2 домой, посадив на один из степных аэродромов под Воронежем. Всего за время войны Евгений Александрович был ранен дважды (первый раз в декабре 1941 года), однако это второе ранение оказалось очень тяжёлым.
После нескольких месяцев лечения в госпитале Евгений Фомин вернулся на фронт в родной полк, принимал участие в боях под Сталинградом. В апреле 1943 года был назначен заместителем командира эскадрильи. К июлю 1943 года старший лейтенант Фомин совершил ещё 26 успешных боевых вылетов на штурмовку войск противника, при этом лично уничтожив 4 танка, 34 автомашины с войсками и грузами, более 250 солдат и офицеров противника, 11 подвод с военными грузами, 4 дома, организованные врагом в качестве огневых точек, 16 точек зенитной артиллерии и зенитных пушек, за что был награждён Орденом Отечественной войны 1-й степени.
Затем Евгений Александрович сражался на Курской дуге, в том числе совершал боевые вылеты во время крупнейшего в мировой истории танкового Прохоровского сражения. Участвовал в освобождении Белгорода, Харькова, Донбасса и Левобережной Украины.
Осенью 1943 года Евгений Александрович участвовал в боях на Киевском направлении, оставивших глубокие воспоминания и ставшие свидетельством не только умений Фомина как пилота, но и как руководителя авиационной группы. С лётчиком Шабановым Фомин сбил немецкий «Ме-109». Но особое значение и заслуга Е. А. Фомина состояла в руководстве авиагруппой по обеспечению форсирования Днепра у Киева для расширения Букринского плацдарма на правом берегу реки. Задание было очень тяжёлым, и две предыдущие эскадрильи не справились с поставленной задачей. В критический момент Евгений Александрович вызвался быть руководителем третьей группы, несмотря на то, что, из предыдущих двух авиаэскадрилий никто не вернулся. В результате 12 октября 1943 года ведущий группы из десяти Илов гвардии старший лейтенант Евгений Александрович Фомин в боевом порядке «пеленг» на бреющем полёте первым включил дымовые аппараты. Вслед за ним его действия повторили остальные лётчики авиационной группы. В результате советской авиагруппе под командованием Фомина удалось окутать район переправы через Днепр наших войск плотной завесой дыма: дымовая завеса была поставлена. Сложная и очень важная с оперативной точки зрения задача была полностью выполнена, а все члены авиационной группы вернулись живыми. Наблюдавший за штурмовиками представитель Ставки Верховного Главнокомандования Маршал Советского Союза Г. К. Жуков объявил всей группе благодарность. За умелое выполнение задания командования и показанную при этом высокую технику пилотирования Е. А. Фомин получил благодарность от члена Военного Совета 1-го Украинского фронта Хрущёва.
В целом, боевая нагрузка в дни форсирования Днепра была очень высокой. Погода была плохой: холодной, промозглой и очень ветреной, сырой, временами шёл дождь. При этом укрепрайоны противника были очень мощными, немцы активно стягивали свои войска, и сопротивление противника с удобного высокого правого берега Днепра очень упорным. В эти дни Е. А. Фомин неоднократно помогал переправляющимся войскам, прижимая противника к земле, на бреющем полёте подавляя огневые точки немцев.
В результате успешных действий Фомина в условиях наступления советских войск на Киев к концу октября им было выполнено ещё 28 успешных боевых вылетов на штурмовку вражеских войск, при этом лично уничтожил 2 танка противника, 11 автомашин с войсками и грузами, более 150 солдат и офицеров противника, 9 точек зенитной артиллерии и зенитных пушек и сбил вражеский самолёт МЕ-109ф. В результате Евгений Александрович был награждён вторым Орденом Красного Знамени.
В феврале 1944 года Евгений Фомин был назначен на должность командира авиационной эскадрильи, проявив себя способным руководителем. Под его руководством в эскадрилье большое внимание уделялось подготовке лётного состава, Подобный подход продемонстрировал абсолютную успешность. Так, в рамках осуществлявшихся наступательных действий 1-го Украинского Фронта с 14 по 31 июля 1944 года эскадрилья осуществила 186 успешных боевых вылета на самолётах Ил-2, потеряв при этом лишь один аппарат, при этом потерь среди личного состава не было.
В течение 1944 года Евгений Александрович принимал активное участие в боях во время Корсунь-Шевченковской операции, в Молдавии, в Ясско-Кишинёвской операции, в Бродах, Львове, Станиславе, затем на Дунае, освобождал Белград. В составе 10-й гвардейской дивизии под руководством генерала Витрука Фомин принимал участие и в ходе обороны Белграда от перешедших в контрнаступление частей Вермахта. Более того, вместе с другими офицерами-советскими лётчиками Евгений Фомин принял участие в подготовке лётных кадров для авиации Югославской народной армии. Ряд советских авиаспециалистов в рамках авиационной группы дивизии генерала Андрея Витрука (в их числе был и Фомин) был передан в распоряжение югославского командования для обучения лётному делу югославских товарищей. За успешную деятельность в качестве авиаспециалиста Фомин впоследствии был награждён югославским орденом Партизанской Звезды и именными часами, которые вручал лично руководитель Югославии Иосиф Броз Тито.
После боёв в Югославии в октябре 1944 года Евгений Александрович стал Героем Советского Союза. Как отмечалось в приказе Командир эскадрильи 166-го гвардейского штурмового авиационного полка гвардии капитан Евгений Фомин только к августу 1944 год совершил 93 боевых вылета на бомбардировку и штурмовку скоплений войск противника, за это время участвовал в 23-х воздушных боях, сбил 1 вражеский самолёт, летал ведущим группы. К осени 1944 года на его личном счету было уже более 100 боевых вылетов. Общий налёт составил 721 час 21 минуту, из них ночью 21 час 9 минут. Эскадрилья под его руководством совершила 578 самолёто-вылетов, из них 428 боевых. Ко времени присвоения наивысшей степени отличия — звания Героя Советского Союза — Евгений Александрович Фомин уже являлся кавалером двух орденов Красного Знамени и ордена Отечественной войны 1-й степени.
В дальнейшем Евгений Александрович заканчивал войну на территории Венгрии (участвовал в ожесточённых сражениях на озере Балатон в районе Секешфехервара) и Югославии. Бои по ликвидации остатков группы армий «Е» продолжались до 15 мая 1945 года. Среди боевых друзей Фомина были потери уже в эти формально послевоенные дни.
В конце войны Евгений Фомин обрёл личное счастье. Его избранницей стала юная уроженка посёлка Зимовники Ростовской области Анна Фоменко, служившая в армии с 1943 года и являвшаяся начальницей лётной столовой авиаполка, в котором служил молодой офицер. Свадьба состоялась в августе 1945 года, а свидетелями были офицеры авиаполка.
После войны служил в ВВС СССР. В 1949 году окончил Высшие лётно-тактические Курсы усовершенствования офицерского состава в Липецке. Летал уже и на реактивных самолётах. После войны служил в Грузинской ССР (г. Кутаиси) и Польской Народной Республике (г. Олава в Нижней Силезии). В этот период являлся командиром авиаполка, а затем служил в должности заместителя командира авиационной дивизии. Был демобилизован в результате масштабной хрущёвской реформы Советской Армии по сокращению её численного состава. С 1973 года полковник Евгений Александрович Фомин — в запасе.
Жил в городе Ростов-на-Дону, 19 лет проработал мастером в монтажном цехе на авиаремонтном заводе № 412 гражданской авиации, где был секретарём партийной организации.
Умер в 1997 году, похоронен в Ростове-на-Дону на Северном кладбище.

## Награды
- Звание Героя Советского Союза присвоено Указом Президиума Верховного Совета СССР 26 октября 1944 года.
- Награждён орденом Ленина, двумя орденами Красного Знамени, двумя орденами Отечественной войны 1 степени, орденом Красной Звезды, а также медалями и иностранным орденом (Орденом Югославии Партизанская Звезда[6]).

Из наградного листа:

"… За отличное выполнение 93 боевых вылетов на самолёте ИЛ-2, за проявленные при этом отвагу и героизм, за нанесённый врагу огромный ущерб и за умелое руководство боевой работой АЭ, в результате чего эскадрилья потеряла всего один самолёт, произведя 186 успешных боевых вылетов, тов. ФОМИН достоин присвоения звания «Герой Советского Союза». 

Могила Фомина на Северном кладбище Ростова-на-Дону

КОМАНДИР 166 ГШАП 

ГВАРДИИ МАЙОР 

(ВОЙТЕКАЙТЕС) 

5 августа 1944 года.

## Память
- В Кировском районе Ростова-на-Дону по адресу: улица Филимоновская, 287/42 — Фомину Евгению Александровичу была установлена памятная доска[7].